# Federico Salazar
Federico Agustín Salazar Bustamante (Lima, 3 de septiembre de 1960) es un periodista y presentador de televisión. Es conductor del noticiero América noticias: Primera edición, de América Televisión, y columnista de El Comercio. Además, ha sido colaborador de los diarios Expreso, Universal, Ojo, Gestión, Perú 21 y La República, y el portal de internet alo.com. Fue director de la revista Quid. Ha sido editor del diario La Prensa y la revista Meridiano.

## Carrera
Hijo del periodista Arturo Salazar Larraín y de Alicia Bustamante Moscoso.
Estudió la primaria y la secundaria en el Colegio Alexander von Humboldt, de la ciudad de Lima. Realizó estudios de Filosofía en la Universidad Nacional Mayor de San Marcos, aunque no terminó la carrera.
Es periodista por la Universidad de San Martín de Porres. 
Empezó en la televisión como panelista del programa Pulso, de Panamericana Televisión, en 1984. Trabajó también en Canal 8 Arequipa en los años 1988-1990.
Salazar estuvo encargado de la Facultad de Ciencias y Tecnologías de la Comunicación de la USIL. Y fue docente en el Centro Cultural PUCP, la Universidad San Martín de Porres y la Universidad Particular San Juan Bautista. También fue coconductor de programas periodísticos en RPP.
Salazar se desempeña como periodista en el noticiero matutino de América Televisión, América noticias: Primera edición, que conduce desde 1993, aunque con una interrupción. De 2001 al 2003, trabajó en Panamericana Televisión y presentó el programa Buenos días, Perú. En el año 2003, retornó a América Televisión para conducir el noticiero matutino. También asumió provisionalmente el espacio Cuarto poder, en ese año, tras la salida de Carlos Espá.
Además, escribe en el diario El Comercio.

## Otras actividades
Salazar también ha participado como moderador de encuentro en debates previos a elecciones.
En 1999, participó en el festival de san Pedro, organizado por Telefónica del Perú, al lado de Katia Condos.
En 2013, a la par con el noticiero, condujo el programa de telerrealidad infantil Pequeños gigantes, junto con su esposa, Condos. Se estrenó, en marzo, por América Televisión.

## Vida personal
Salazar está casado con la actriz Katia Condos, con quien tiene tres hijos: Tilsa, Vasco y Siena. Fruto de su primer matrimonio, que se separó en 1997, Salazar tiene tres hijos: Geancarlo Núñez Vélez; Sebastián Salazar Núñez, periodista también, y José María Salazar Núñez, poeta y escritor.

## Trabajos en televisión
- Pulso (Panamericana Televisión, 1984), panelista;
- Esta noche (Canal 8 Arequipa, 1988-1990), conductor;
- Hora punta (Global Televisión, 2001), presentador de noticias;
- Buenos días, Perú (Panamericana Televisión, 2001-2003), presentador de noticias;
- Un nuevo día (América Televisión, 2003-2004), presentador de noticias;
- América noticias: Primera edición (América Televisión, 1993-2001, 2004-presente), presentador de noticias;
- Pequeños gigantes (América Televisión, 2013), presentador.